# Melody Gersbach
Melody Adelaide Manuel Gersbach (Daraga, Albay, 18 de novembro de 1986 — Bula, 21 de agosto de 2010) foi uma competidora de concursos de beleza. Faleceu em um acidente automobilístico.